# Little Gransden
Little Gransden est une paroisse civile et un village du Cambridgeshire, en Angleterre.